# Green Snake
Green Snake was een stalen achtbaan in Nederlands attractiepark De Valkenier. Hij stond ook wel bekend als "de achtbaan van de Valkenier", totdat in 2019 de Valkenier een tweede achtbaan in gebruik nam genaamd "Krummel".

## Geschiedenis
De baan werd aangeschaft door het park in 1981 en is gebouwd door de Duitse firma Zierer. De Valkenier kocht deze attractie tweedehands. De originele oorsprong is tot op heden nog onbekend.
De achtbaan werd voorgoed afgebroken in 2022, toen het voormalig attractiepark De Valkenier noodgedwongen moest sluiten, veroorzaakt door de overstromingen in Valkenburg gedurende 2021.

## Technische gegevens
De baan was zo'n 360 meter lang, en was 8 meter hoog op het hoogste punt (de starthelling).
Er was één trein met 20 wagons beschikbaar, waarin telkens twee personen naast elkaar konden plaatsnemen.
Dit was goed voor een totale capaciteit van maximaal 40 personen per rit.
Het was zover bekend, de laatste achtbaan in Nederland, welke nog "met de hand" moest worden afgeremd door personeel.
De achtbaan werd bediend door één persoon (operator) welke verantwoordelijk was voor het laten instappen, controleren van veiligheidsbeugels, het starten en remmen van de achtbaan en het laten uitstappen van gasten.
De baan maakte geen inversies. Een rit duurde ongeveer twee minuten en de achtbaan behaalde een maximumsnelheid van 46 kilometer per uur.
Vanwege de ruime leeftijd en veroudering van de algehele constructie, werd besloten dat doorverkoop van de "Green Snake" niet werd geadviseerd. Naar verluidt, is de achtbaan dan ook permanent "gesloopt".